# Кюпкьойско училище
Кюпкьойското училище (на гръцки: Δημοτικό σχολείο Πρώτης) е основно училище и местна забележителност, разположено в село Кюпкьой (Проти), Гърция.
Сградата е в неокласически стил и е пример за първоначално отдалечаване от традиционната архитектура.
В 2000 година училището е обявено за защитен исторически паметник, като „свидетелство за укрепването на гръцкото образование от местната гръцка православна общнина в началото на XX век, тоест много критичен исторически период за македонския регион“.